# Patricia Campos Doménech
Patricia Campos Doménech (Onda, 12 de marzo de 1977) es una expiloto de la Armada española y entrenadora de fútbol española. Es la primera mujer de la Armada en pilotar un reactor. En 2013 abandonó las Fuerzas Armadas y declaró públicamente que era lesbiana en un libro autobiográfico.

## Biografía
Patricia Campos Doménech nació en Onda, Castellón el 12 de marzo de 1977. Tras estudiar comunicación audiovisual en la Universidad de Valencia, se presentó a las oposiciones a la Armada española, en las cuales obtuvo una de dos plazas de piloto de reactor, de entre unos 200(?) aspirantes. En esta labor se desempeñó como piloto de personalidades vip, desde militares de alto rango hasta la familia real española.
Después de ocho años pilotando en las Fuerzas Armadas españolas, en mayo de 2013 las dejó, tras decidir que no quería seguir ocultando que era lesbiana y considerar que su vida militar no era compatible con su condición sexual. Optó por dedicarse a su otra afición, el futbol, un deporte que había practicado en su época universitaria; cabe destacar que también fue capitana del equipo femenino de la base de Rota, donde estaba destinada. En consecuencia, decidió trabajar como entrenadora profesional de fútbol, convirtiéndose en una de las primeras mujeres en entrenar a un equipo a nivel profesional: el Carlsbad United F.C en Estados Unidos. Periódicamente viaja a Uganda, país donde colabora con diversos proyectos para el empoderamiento de los niños y las mujeres, entrenando a diversos equipos de aficionados.
A fecha de 2017, residía en Hawái. Allí ejerce como entrenadora del equipo femenino Honolulu Bulls Soccer Club, y además trabaja por las mañanas en el departamento de finanzas de la Universidad de Hawái. Semanalmente, publica entradas acerca de sus experiencias personales en el blog "Fútbol sin Fronteras".

### Activismo en pro de los derechos LGTBI
No llegó a confesar públicamente en el ejército que era lesbiana hasta que "se liberó" -explica- en su libro Tierra, mar y aire, en el que reivindica los derechos de la mujer y la comunidad LGTBI. Al conocerse públicamente su condición sexual, asegura que a pesar de no estar ya en el ejército tuvo que soportar los comentarios de sus compañeros, sus actitudes y sus críticas, y que fuese observada mucho más que ellos solo por ser mujer.  Fue una decisión "muy personal y muy pensada" que tomó, añade, porque creía que así ayudaba a otras chicas en su situación.

## Galardones
En 2016 Patricia fue galardonada con el premio Miki Roqué por la Paz en el Deporte por su labor en Uganda, donde fue entrenadora de equipos infantiles de la asociación Soccer Without Borders.
También en 2016 recibió el premio Seny Onder 2015, galardón promovido por el Ateneo Cultural y Mercantil, por sus logros en la vida y sus acciones solidarias.
Otros galardones que ostenta son el Women In Aviation 2008, concedido por la asociación de mujeres piloto americanas en Italia; Mujer del Año 2010 de la Associació Dones Progressites d’Onda; Premio Isabel Ferrer 2012, concedido por la Generalidad Valenciana; mención especial al Mérito Deportivo 2014 de la Asociación de la Prensa Deportiva de Castellón; Mujeres Beijing de la ONU 2015 y premio al Altruismo de la Fundación El Larguero de la Cadena SER.

## Publicaciones
- Tierra, mar y aire, Roca Editorial de libros, ISBN 9788416498123